# Bachtegansee
Der Bachtegansee (persisch دریاچه بختگان Daryātsche-ye Bachtegān) war ein Salzsee in der Provinz Fars im Süden des Iran. Er befand sich etwa 160 km östlich von Schiraz und 15 km westlich der Stadt Neyriz.
Der Bachtegansee war mit einer Größe von 350.000 Hektar der zweitgrößte See des Iran. Der wichtigste Zufluss ist der Kor. Zahlreiche Dämme am Fluss Kor haben zu einer deutlichen Abnahme des Zuflusses in den See geführt. Dadurch hat sich der Salzgehalt des Sees erhöht.
Inzwischen ist er völlig ausgetrocknet. 